# St. Nikolaus (Weilen unter den Rinnen)

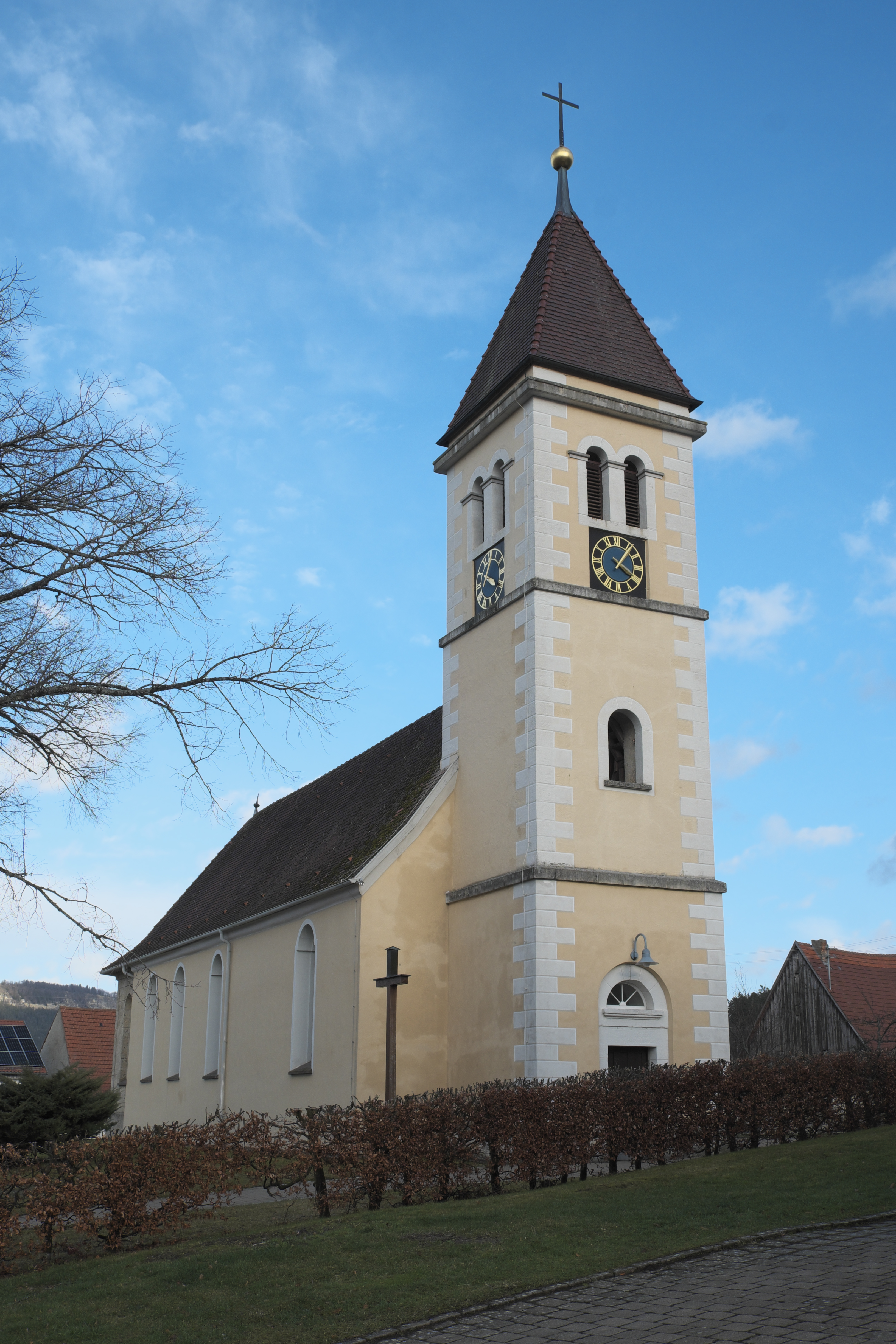
St. Nikolaus in Weilen unter den Rinnen

Die römisch-katholische Pfarrkirche St. Nikolaus steht in Weilen unter den Rinnen, einer Gemeinde im Zollernalbkreis in Baden-Württemberg. Die Kirchengemeinde gehört zum Dekanat Balingen der Diözese Rottenburg-Stuttgart. Das Bauwerk ist beim Landesamt für Denkmalpflege Baden-Württemberg als Baudenkmal eingetragen.

## Beschreibung

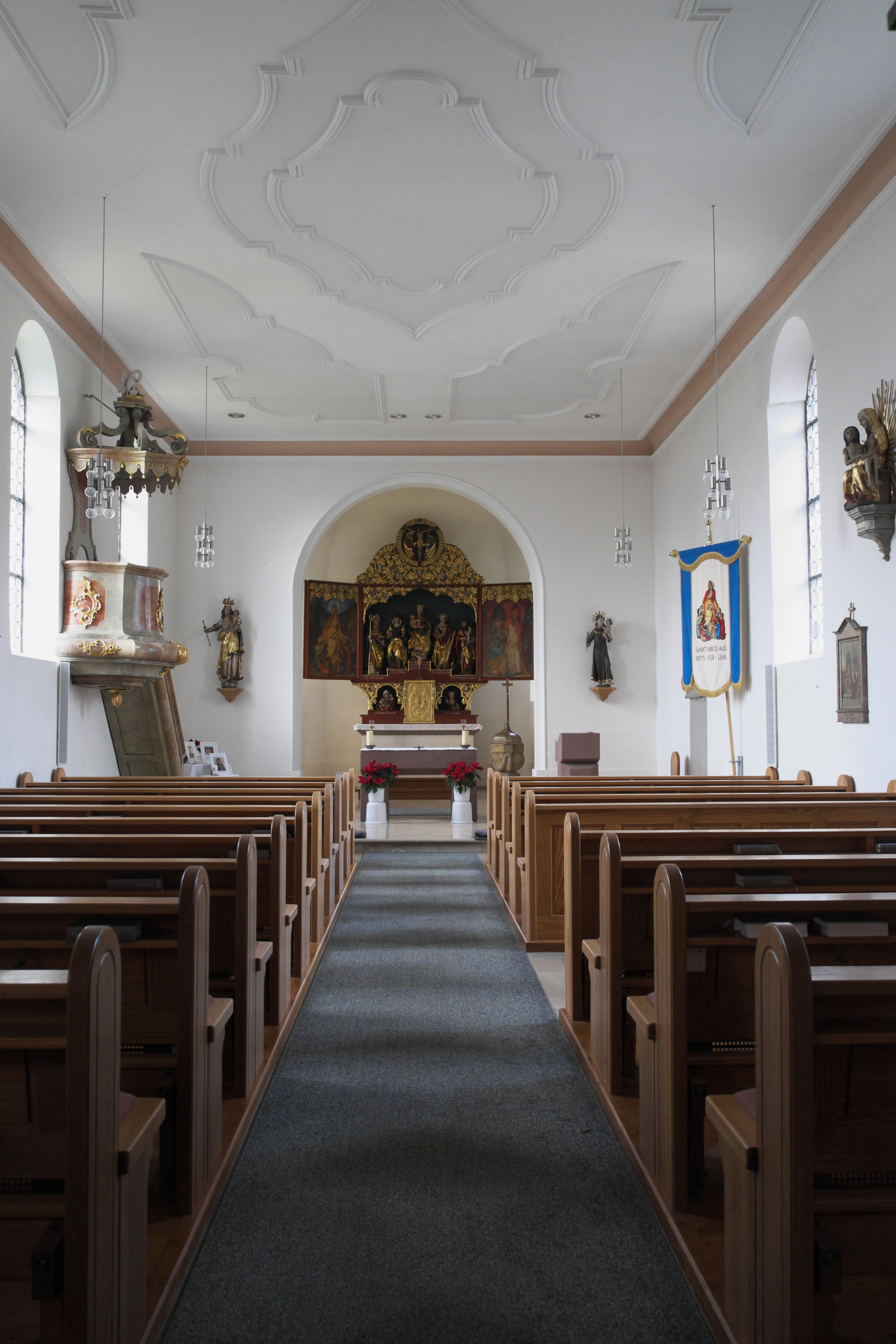
Blick zum Chor

Die 1753 erbaute Saalkirche bestand zunächst aus einem Langhaus und einem dreiseitig geschlossenen Chor im Osten und der Sakristei an der Südwand des Chors. Das Langhaus wurde 1841 nach Westen verlängert und ihm ein dreigeschossiger Fassadenturm vorgesetzt, dessen oberstes Geschoss die Turmuhr und den Glockenstuhl beherbergt, und der mit einem Pyramidendach bedeckt ist. 
Im Innenraum des Langhauses befindet sich eine um 1530 entstandene Pietà. Zur Kirchenausstattung gehört ein Flügelaltar von 1923, den August Blepp bemalt hat. Die Orgel wurde 1914 von Stehle Orgelbau errichtet.